# Baza 95 Aeriană „Erou Căpitan Aviator Alexandru Șerbănescu” de la Bacău
Baza 95 Aeriană „Erou căpitan aviator Alexandru Șerbănescu” a Forțelor Aeriene Române este o bază militară aeriană localizată în apropierea Aeroportului Internațional „George Enescu”  (Cod IATA BCM, Cod ICAO LRBC) și Batalionului 630 Parașutiști „Smaranda Brăescu”A în municipiul Bacău.
Este structurată în:
- Escadrila 951 Aviație Școală - operează IAR-99 ȘOIM și MiG-21 LancerR
- Escadrila 952 Elicoptere - operează IAR 330L

## Istoric
A fost înființată inițial la 4 iulie 1920 la Tecuci sub numele „Centrul de Instrucție al Aviațiunii”, ce avea misiunea de a pregăti personalului navigant, tehnic și de alte specialități necesare aviației române.
În anul 1924 au avut loc reorganizări a aeronauticii, baza redenumindu-se în „Centrul de Instrucție al Aeronauticii”. După Al Doilea Război Mondial, baza a fost restructurată și redislocată, funcționând în localitățile Mediaș și Buzău. În anul 1953, „Centrul de Instrucție al Aeronauticii” a fost desființat, sarcinile fiind preluate de alte instituții de învățământ.
La data de 1 decembrie 1968 baza a fost reinființată pe aerodromul Bacău, fiind subordonată Comandamentului Apărării Antiaeriene a Teritoriului.
Începând cu 1 ianuarie 1969, „Centrul de Instrucție al Aviației” a participat la trecerea tinerilor piloți pe avionul supersonic MiG 21, concomitent cu îndeplinirea misiunilor specifice unei unități de aviație.
În anul 1971 Centrul de Instrucție avea în dotare trei escadrile: două cu avioane supersonice și una de avioane reactive subsonice:

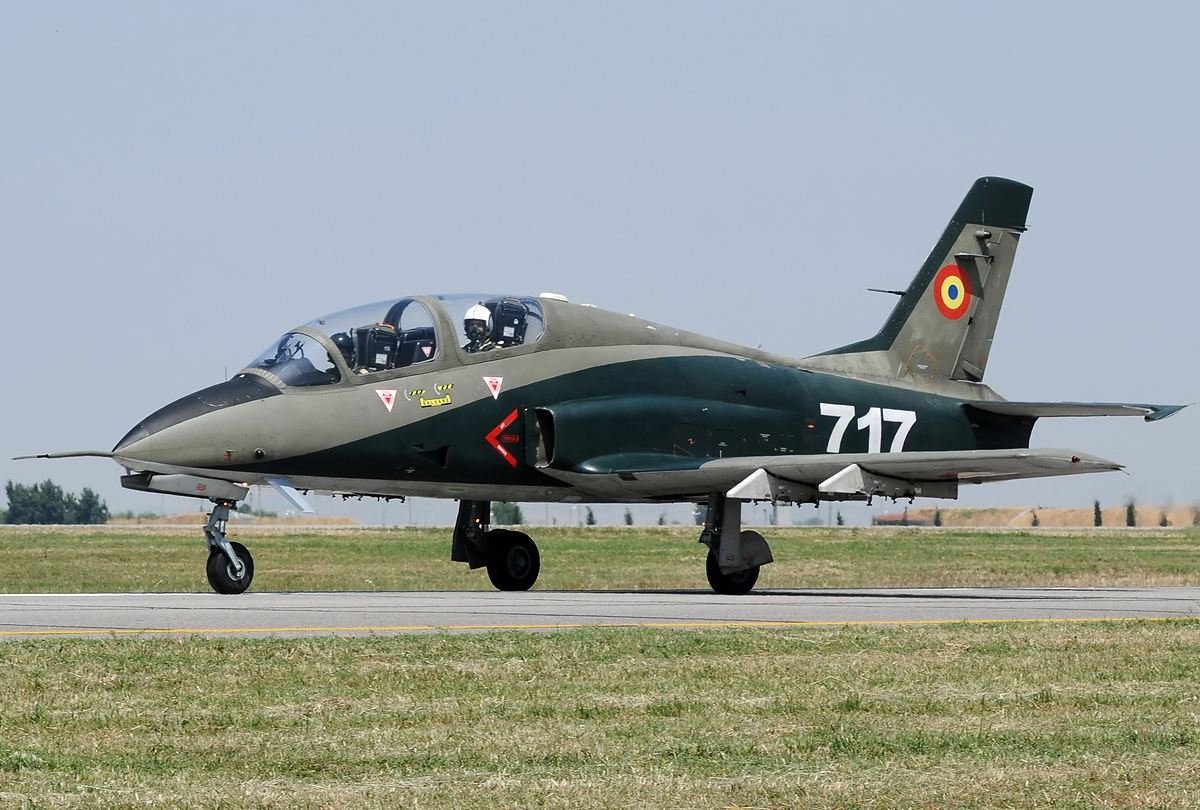
IAR-99 ȘOIM JP7145831

- Escadrila 1: MiG-21 Pfm, aduse de la Aerodromul Mihail Kogălniceanu;
- Escadrila 2: MiG-21 Pf  și MiG-21 F-13;
- Escadrila 3: MiG-15.[2]

Unitatea a asigurat de-a lungul timpului trecerea pe avionul supersonic a peste 500 de piloți și pregătirea de specialitate a peste 6.000 cadre din aviația militară.
Pe 25 august 1995 conform Ordinului Ministerul Apărării Naționale nr. MP-588, a fost redenumită în „Baza 95 Aeriană de Aviație Vânătoare și Vânătoare Bombardament” cu indicativul 02015, destinată să asigure pregătirea și ducerea acțiunilor de luptă ale Grupului 95 Aviație Vânătoare cu indicativul 01975.
Baza a asigurat de la început cercetarea și testarea avionului MiG-21 LanceR la fabrica Aerostar S.A. Bacău.
În anul 2001 Grupul 60 Elicoptere Tecuci a fost desființat iar o parte din elicoptere au fost repartizate la Baza 95 Aeriană Bacău până la 1 mai 2001.
Începând cu data de 1 mai 2001 baza a fost transformată în „Centrul 95 Trecere pe Avioane Supersonice” iar Grupul 95 Aviație Vânătoare s-a transformat într-o escadrilă de aviație vânătoare-bombardament și o escadrilă de vânătoare în organica Centrului 95 Trecere pe Avioane Supersonice, pentru ca în anul 2004, să fie redenumită în „Baza 95 Aeriană Bacău” prin Hotărârea C.S.A.T. nr. S/11 din 21 ianuarie 2004 și Dispoziției Statului Major General nr. B5/S/1062 din 12 mai 2004”.
Prin Decretul Prezidențial nr. 163/din 27 mai 2006 unitații militare i-a fost acordat Drapelul de Luptă.
Începând cu data de 1 decembrie 2006, conform DR-3307 din 1 noiembrie 2006, Bazei 95 Aeriană i s-a conferit denumirea onorifică „Erou Căpitan Aviator Alexandru Șerbănescu”.

## Galerie

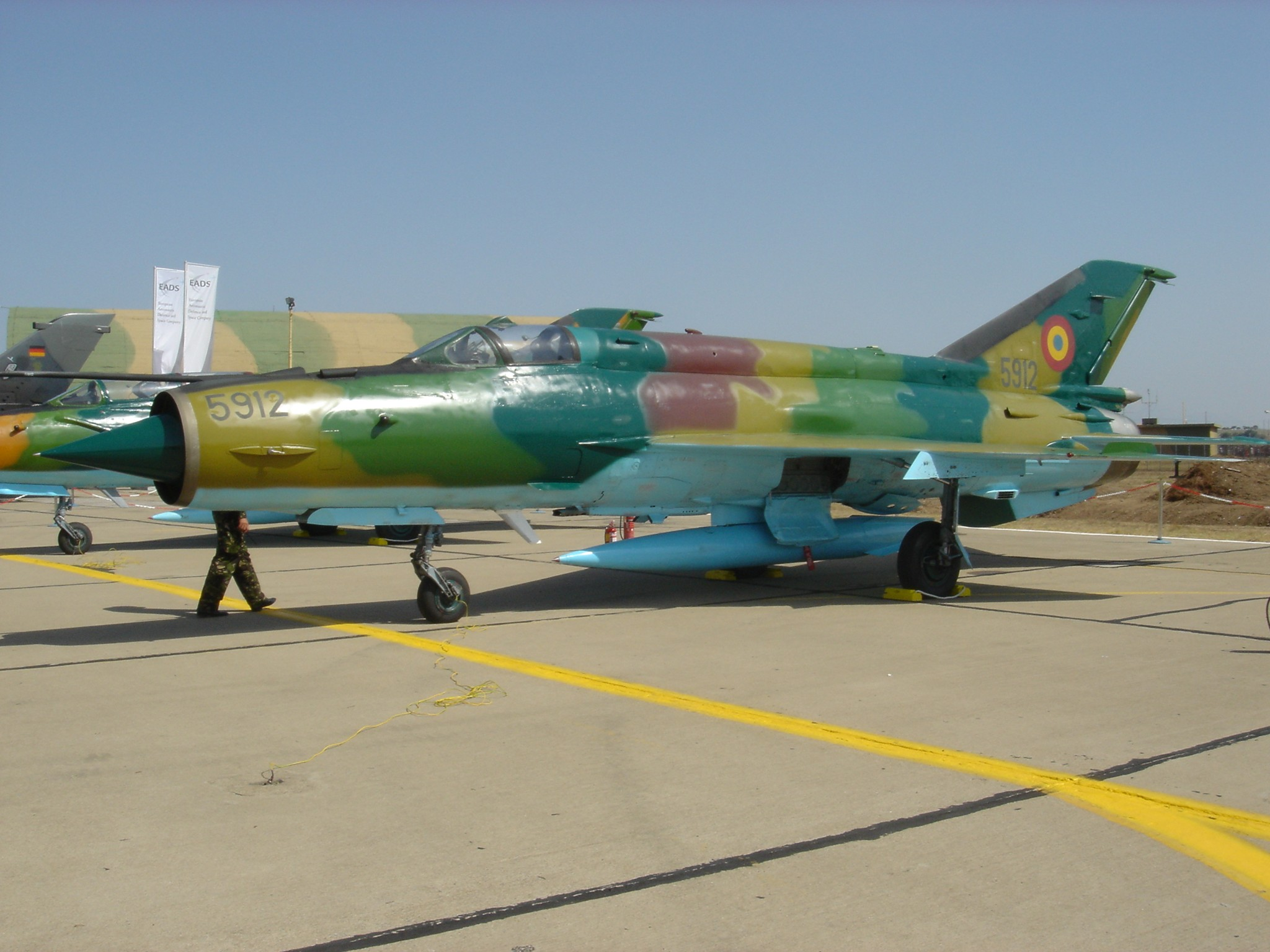
MiG-21 LanceR-A
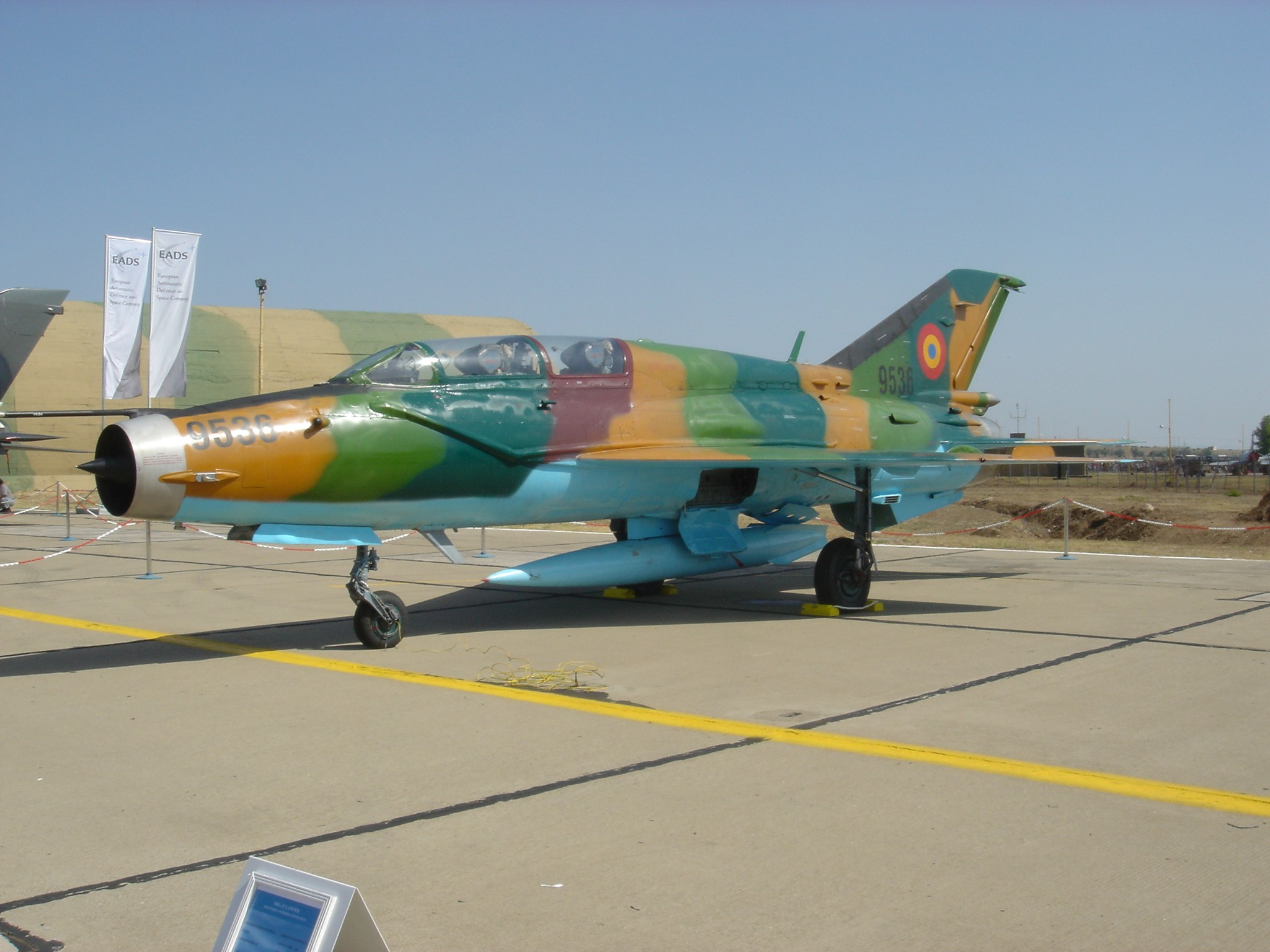
MiG-21 LanceR-B
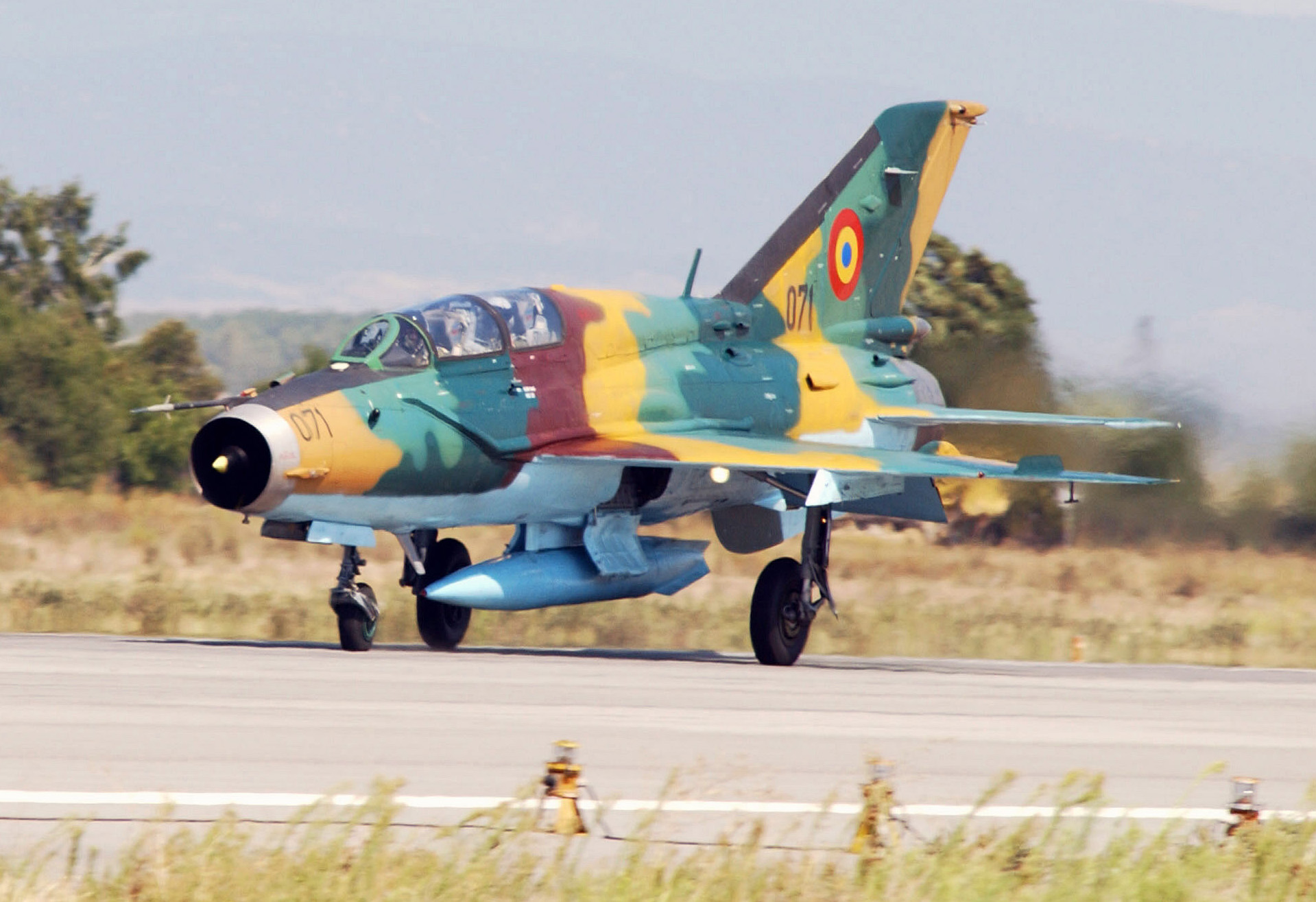
MiG-21 Lancer B la o reprezentație la Baza Graf Ignatievo, Bulgaria
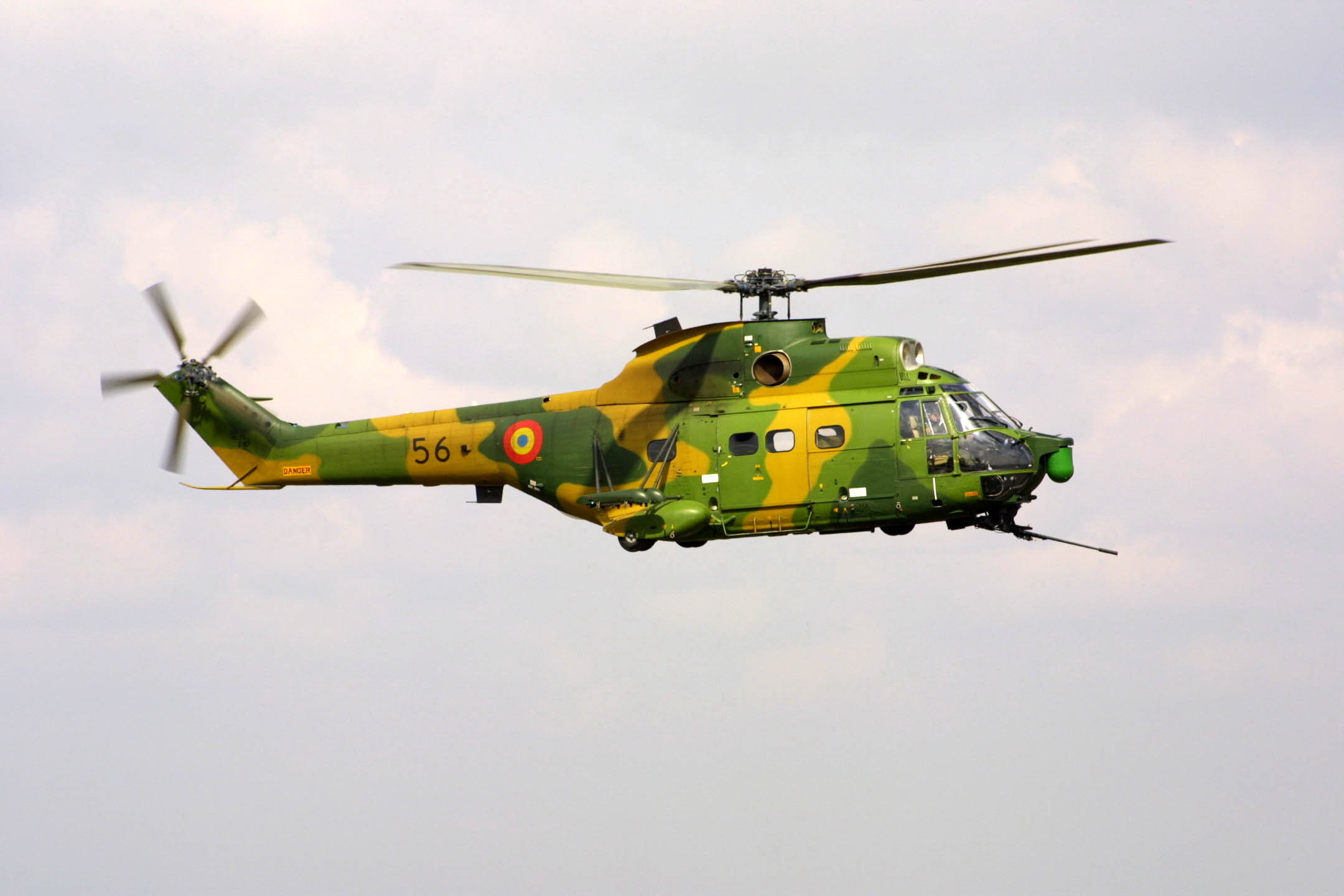
IAR-330

## Echipamentul militar
| Model         | Imagine              | Origine           | Tip                    | Versiuni              | În uz (la Bacău)                                                           | Note                                           |
| Avioane       | Avioane              | Avioane           | Avioane                | Avioane               | Avioane                                                                    | Avioane                                        |
| ------------- | -------------------- | ----------------- | ---------------------- | --------------------- | -------------------------------------------------------------------------- | ---------------------------------------------- |
| MiG-21 LanceR |                      | Uniunea Sovietică | Avion de vânătoare     | MiG-21 LanceR A       | 34 A și 3B sunt stocate iar cele C au fost cedate bazelor aeriene 71 și 57 | atac la sol                                    |
| MiG-21 LanceR | Avion de antrenament | Uniunea Sovietică | MiG-21 LanceR B        |                       | 34 A și 3B sunt stocate iar cele C au fost cedate bazelor aeriene 71 și 57 |                                                |
| MiG-21 LanceR | Avion de vânătoare   | Uniunea Sovietică | MiG-21 LanceR C        | superioritate aeriană | 34 A și 3B sunt stocate iar cele C au fost cedate bazelor aeriene 71 și 57 |                                                |
| IAR 99 Șoim   |                      | România           | Avion de antrenament   | IAR-99 IAR-99C        | 4 3                                                                        | Capabil de atac ușor la sol.                   |
| Elicoptere    |                      |                   |                        |                       |                                                                            |                                                |
| IAR 330       |                      | România           | Elicopter de transport | IAR-330               | 9 (5 Socat, 4 Puma                                                         | Aérospatiale SA 330 Puma fabricat sub licență. |